# Montchenu
 Montchenu  ist eine französische Gemeinde mit 600 Einwohnern (Stand 1. Januar 2022) im Département Drôme in der Region Auvergne-Rhône-Alpes; sie gehört zum Arrondissement Valence und zum Kanton Drôme des collines. Die Bewohner werden Montchaniards und Montchaniardes genannt.
Nachbargemeinden von Montchenu sind Tersanne, Bathernay, Saint-Christophe-et-le-Laris, Crépol und Margès.

## Bevölkerungsentwicklung
| Jahr                       | 1962 | 1968 | 1975 | 1982 | 1990 | 1999 | 2008 | 2016 |
| Einwohner                  | 399  | 455  | 386  | 381  | 389  | 456  | 564  | 581  |
| Quellen: Cassini und INSEE |      |      |      |      |      |      |      |      |

## Sehenswürdigkeiten

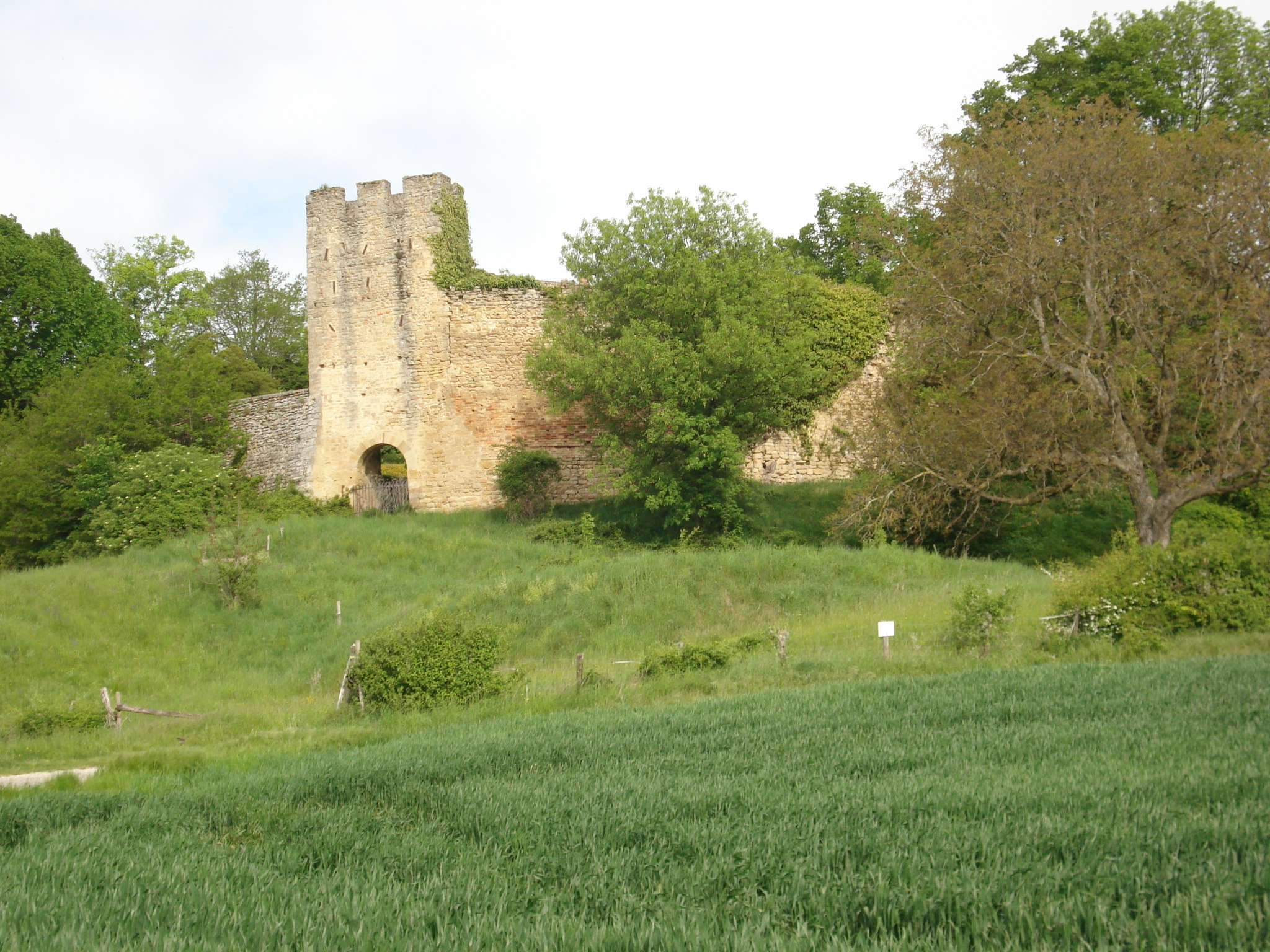
Burg Montchenu

- Burg Montchenu aus dem 13. und 14. Jahrhundert
- Burgruine Saint-Mury mit aktuell zwei Türmen aus dem 13./14. Jahrhundert
- Festes Haus
- Kirche Saint-Michel